# Leptoneta wangae
Leptoneta wangae là một loài nhện trong họ Leptonetidae.
Loài này thuộc chi Leptoneta. Leptoneta wangae được L. J. Tong & S. Q. Li miêu tả năm 2008.